# Rosarno
Rosarno är en kommun i storstadsregionen Reggio Calabria, innan 2017 provinsen Reggio Calabria,, i regionen Kalabrien i sydligaste Italien. Kommunen hade 14 776 invånare (2017) och gränsar till kommunerna  Candidoni, Cittanova, Feroleto della Chiesa, Gioia Tauro, Laureana di Borrello, Melicucco, Nicotera, Rizziconi samt San Ferdinando.
I kommunen Rosarno ligger också resterna efter den antika staden Medma. 